# يوهانس ديديريك فان دير فالس
يوهانس ديدريك فان دير فالس (بالإنجليزية: Johannes Diderik van der Waals)‏ (نوفمبر، 1837 - مارس، 1923) كان عالم فيزيائي نظري هولنديًا ، اشتهر بعمله على معادلة حالة الغازات والسوائل. وقد أصبح أول أستاذ للفيزياء في جامعة أمستردام عندما افتتحت عام 1877 وفاز في عام 1910 بجائزة نوبل في الفيزياء.

## السيرة الشخصية
ولد العالم الفيزيائي يوهانس فان دير فالس يوم 23 نوفمبر 1837، في ليدن الهولندية، ابن جاكوبس فان دير فالس وإليزابيث فان دن بيرغ، كانت حياته مثالا يحتذى به في قوة الرغبة في التحصيل العلمي وتطوير الذات ومواجهة العقبات التي تحول دون ذلك، فبعد الانتهاء من تعليمه الابتدائي والثانوي، اشتغل بالتدريس في المدارس الابتدائية في ليدن، لكن هذا لم يمنعه من تركيز عقله على أهداف أعلى من ذلك بكثير.
فبين سنتي 1862 و 1865، استطاع الحصول على شهادات التدريس في كل من الرياضيات والفيزياء، و في عام 1864، عين مدرسا في إحدى المدارس الثانوية في ديفينتر، ثم انتقل للتدريس في لاهاي سنة 1866، ليصبح بعد ذلك مديرا لإحدى المدارس الثانوية هناك، وفي عام 1873، وذلك بفضل القانون الجديد، سُمِح له باجتياز الامتحانات الجامعية.

## أعماله العلمية
حصل فان دير فالس على شهادة الدكتوراه بأطروحة اقترحت تصحيح معادلة الغازات المثالية، بمعادلة من شأنها أن تٌطَبّق على الغازات الحقيقية. وهذا يعني أنه اقترح تعديل صيغة PV = NRT لمراعاة حقيقة أن الذرات تتفاعل فيما بينها وأن لها حجما و غير قابلة للانضغاط.

محرك الحرارة كارنو الكلاسيكي

كان هذا العمل الذي جعله يحصل على جائزة نوبل للفيزياء سنة 1910، و مَكَّنَ أيضا العالمين جيمس ديوار وهايك كامرلينغ أونس من تحديد البيانات اللازمة لإسالة الهيدروجين والهيليوم، وعُيِّنَ يوهانس فان دير فالس أستاذا للفيزياء في جامعة أمستردام في عام 1877، وهو المنصب الذي احتفظ به حتى عام 1907، وسُمِّيَت قوى التجاذب الضعيفة بين الذرات أو الجزيئات باسمه قوى فان دير فالس تكريماً له. توفي فان دير فالس في أمستردام يوم 8 مارس سنة 1923.

## الأوسمة
حصل على جائزة نوبل للفيزياء عام 1910.

## روابط خارجية
- يوهانس ديديريك فان دير فالس على موقع الموسوعة البريطانية (الإنجليزية)
- يوهانس ديديريك فان دير فالس على موقع إن إن دي بي (الإنجليزية)